# Hjerting Kirke (Vejen Kommune)
 For alternative betydninger, se Hjerting Kirke. (Se også artikler, som begynder med Hjerting Kirke)
Hjerting kirke er en senromansk kirke fra omkring år 1200. Kirken ligger i Hjerting få km nord for Rødding. Kirken ligger i Hjerting Sogn og hører under Malt Provsti. 
Kirkens hvidkalkede mure er rejst af rå kampesten, kun tilhugget i hjørnerne. På sydsiden findes en tilmuret dør samt flere tilmurede vinduer der har måttet vige pladsen for de nuværende større. De små vinduer er bevarede på nordsiden af kirken. Korets nordside skal indtil nyere tid have haft et lille vindue med blyindfattede hornruder, placeret omtrent i mandshøjde.
Tagbeklædningen er for størstedelen bly. Tagrytteren er skifertækket. Den blev i 1893 skænket til kirken af en gårdejer i sognet. Før denne tid havde klokken sin plads i en klokkestabel ved kirkens østlige ende. 
Kirken blev restaureret 1934-35, hvor gulvet bl.a. blev sænket og kirkerummet gjort lidt højere.
Den rigt udskårne altertavle i højrenæssancestil med dæmpede farver i rødt, grønt og gyldent fylder hele korets endevæg. På tavlens midterfelter ses forneden en fremstilling af nadverindstiftelsen, øverst korsfæstelsen. På sidefelterne ses to kvindeskikkelser, der symboliserer troen og håbet. På alteret står to store alterstager af messing fra 1677, som er er skænket af bagermester Jacob Petersen København i 1705.
I skibet, ved korbuens nordside, står døbefonten af granit med messingfad. På en hylde på skibets nordvæg, står tre udskårne gotiske figurer, to mandsskikkelser og en biskop, måske biskop Nicolaus af Lyra, som var en af kirkens skytshelgener.
I skibets sydvæg er indsat en marmorplade med navne på sognets faldne i første verdenskrig.

## Eksterne kilder og henvisninger
- Wikimedia Commons har flere filer relateret til Hjerting Kirke (Vejen Kommune)
- Hjerting Kirke hos KortTilKirken.dk
- Hjerting Kirke i bogværket Danmarks Kirker (udg. af Nationalmuseet)